# Mystaria
Genre
Synonymes
- Paramystaria Lessert, 1919

Mystaria est un genre d'araignées aranéomorphes de la famille des Thomisidae.

## Distribution
Les espèces de ce genre se rencontrent en Afrique subsaharienne.

## Liste des espèces
Selon World Spider Catalog (version 18.0, 14/02/2017) :
- Mystaria budongo Lewis & Dippenaar-Schoeman, 2014
- Mystaria decorata (Lessert, 1919)
- Mystaria flavoguttata (Lawrence, 1952)
- Mystaria irmatrix Lewis & Dippenaar-Schoeman, 2014
- Mystaria lata (Lawrence, 1927)
- Mystaria lindaicapensis Lewis & Dippenaar-Schoeman, 2014
- Mystaria mnyama Lewis & Dippenaar-Schoeman, 2014
- Mystaria occidentalis (Millot, 1942)
- Mystaria oreadae Lewis & Dippenaar-Schoeman, 2014
- Mystaria rufolimbata Simon, 1895
- Mystaria savannensis Lewis & Dippenaar-Schoeman, 2014
- Mystaria soleil Lewis & Dippenaar-Schoeman, 2014
- Mystaria stakesbyi Lewis & Dippenaar-Schoeman, 2014
- Mystaria variabilis (Lessert, 1919)

## Publication originale
- Simon, 1895 : Histoire naturelle des araignées. Paris, vol. 1, p. 761-1084 (texte intégral).